# Kuifdoradito
De kuifdoradito (Pseudocolopteryx sclateri) is een zangvogel uit de familie Tyrannidae (tirannen). Deze vogel is genoemd naar de Engelse ornitholoog Philip Lutley Sclater.

## Verspreiding en leefgebied
Deze soort komt voor in Venezuela, Guyana, Trinidad, Bolivia en van oostelijk en zuidelijk Brazilië tot noordoostelijk Argentinië. 

## Status
De grootte van de populatie is niet gekwantificeerd maar de soort wordt omschreven als vrij algemeen. Op de Rode lijst van de IUCN heeft deze soort de status niet bedreigd.